# Fresh expressions
Fresh expressions (dt. frische Ausdrucksformen, kurz Fresh X) ist die Bezeichnung für eine Reihe von neuen kirchlichen Gruppen, die sich innerhalb der Church of England seit 1990 entwickelt haben. Fresh X findet mittlerweile auch im deutschsprachigen Raum Verbreitung; die Bewegung ist als Netzwerk organisiert und wurde 2017 als gemeinnütziger Verein eingetragen.

## Die Bewegung

### Entwicklung in England
In England wurde im Jahr 2004 ausgehend von dem von der anglikanischen und methodistischen Kirche verabschiedeten Positionspapier „mission-shaped church“ (dt. Titel: Mission bringt Gemeinde in Form) der Begriff „Fresh Expressions of Church“ (dt. neue Ausdrucksformen von Kirche) geprägt. Eine Fresh Expressions-Bewegung wurde ins Leben gerufen, die die Verbreitung neuer Formen von Kirche fördert und darauf abzielt, die Menschen in ihrem Alltag zu erreichen, während das Modell der Volkskirche meist so aussehe, dass man sich sonntags im Gottesdienst treffe und Gemeinschaft habe, den Rest der Woche aber allein sei.
Diese Bewegung glaubt, dass die britische Gesellschaft des 21. Jahrhunderts sich sehr von den Gesellschaftsformen unterscheidet, die bei der Gründung der meisten klassischen Kirchengemeinden vorherrschten. Sie gehen darum davon aus, dass die traditionellen Ausdrucksformen der Kirche für einen Großteil der britischen Bevölkerung unbedeutend geworden sind. Fresh Expressions sind gekennzeichnet durch fehlendes formales Festhalten an traditionellen Mustern des kirchlichen Lebens, der Sprache und an Orten der Begegnung. Sie versucht, das Evangelium für die Menschen bedeutsam zu machen, die bisher keiner Kirche angehören. Während 70 % der britischen Bevölkerung anlässlich einer Volkszählung im Jahr 2001 erklärten, sie seien Christen, gaben weniger als 15 % der Bevölkerung an, dass sie regelmäßig Gottesdienste besuchen. Mitglieder solcher Gruppen versuchen neu zu definieren, was Kirche ist. Die statistische Erfassung der Church of England aus dem Jahre 2007 ergab, dass mittlerweile mehrere zehntausend Menschen in England solchen Gruppen angehören.
Die Bewegung fördert örtliche Initiativen neuer Formen wie eine Kletterkirche, Gospel‍-Kirche, Caféthralen, Social baking, Gottesdienste in einer Bar, Kirche auf dem Bauernhof. Es gibt mittlerweile für die unterschiedlichsten Zielgruppen Fresh Expressions. Dazu zählen u. a. die Skateboard- und BMX‍-Kultur in Essex, Kaffeehaus-Kultur in Kidsgrove, Künstler und Kreative in London, Studenten in Southampton, Surfer in Cornwall, Asiaten in Birmingham, Manchester Innenstadtbewohner und Kinder in Portsmouth.
Im September 2005 wurde die Bewegung von der Church of England und der Methodist Church of Great Britain als Organisation offiziell anerkannt und gefördert. Fresh Expressions hat ein Kernteam von 15 Personen und wird im Auftrag des Erzbischofs von Canterbury geleitet von Canon Philipp Potter.
Die Entwicklung der ökumenischen Fresh Expressions-Initiative basiert auf dem Bericht der Generalsynode der Kirche von England im Jahr 2004. Die methodistische Seite der Bewegung ist in dem Artikel Wandel der Kirche in einer sich wandelnden Welt dokumentiert. Die United Reformer Church, die Congregational Federation und Ground Level-Network sind ebenso formale Partner.

### Entwicklung in Deutschland
In Deutschland setzt sich Michael Herbst, Professor für Praktische Theologie in Greifswald, für die Aufnahme der Idee der Fresh Expressions in den evangelischen Landeskirchen ein. Er war neben den anglikanischen Bischöfen Steven Croft und Graham Cray einer der Hauptredner auf der Konferenz für Gemeindeinnovation Gemeinde 2.0 im März 2011 in Filderstadt-Bernhausen bei Stuttgart. Daraufhin wurde ein Runder Tisch für Fresh X in Deutschland gegründet, woraus das Netzwerk Fresh X entstand. Der 2017 gegründete gemeinnützige Verein FreshX – Netzwerk e.V.  hat seinen Sitz in Berlin und ein Team von Mitarbeitern, die in ganz Deutschland verteilt sind.
- Ordentliche Mitglieder sind derzeit 29 Kirchen, Werke und Organisationen aus Deutschland, Österreich und der Schweiz.
- Fördermitglieder sind vorwiegend Einzelpersonen: Hauptamtlich und ehrenamtlich Mitarbeitende, Interessierte aus allen möglichen Bereichen der Kirchen und darüber hinaus.[11]

Eine Fresh X kann im deutschsprachigen Raum als sichtbare Auswirkung des emergenten Dialoges verstanden werden, ein wahrnehmbarer Neuaufbruch innerhalb der Kirche. Er versteht sich als ökumenisch und tritt – ohne feste Mitgliedschaften – neben die traditionellen, parochialen Strukturen der christlichen Kirchen.